# Albero della libertà

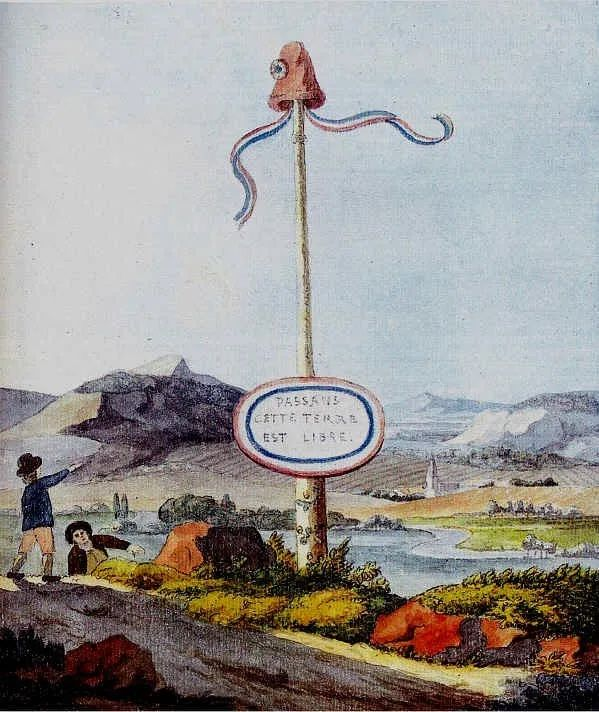
L'albero della libertà al confine della Repubblica di Magonza, durante le Guerre rivoluzionarie francesi (acquerello di Johann Wolfgang von Goethe, 1793)

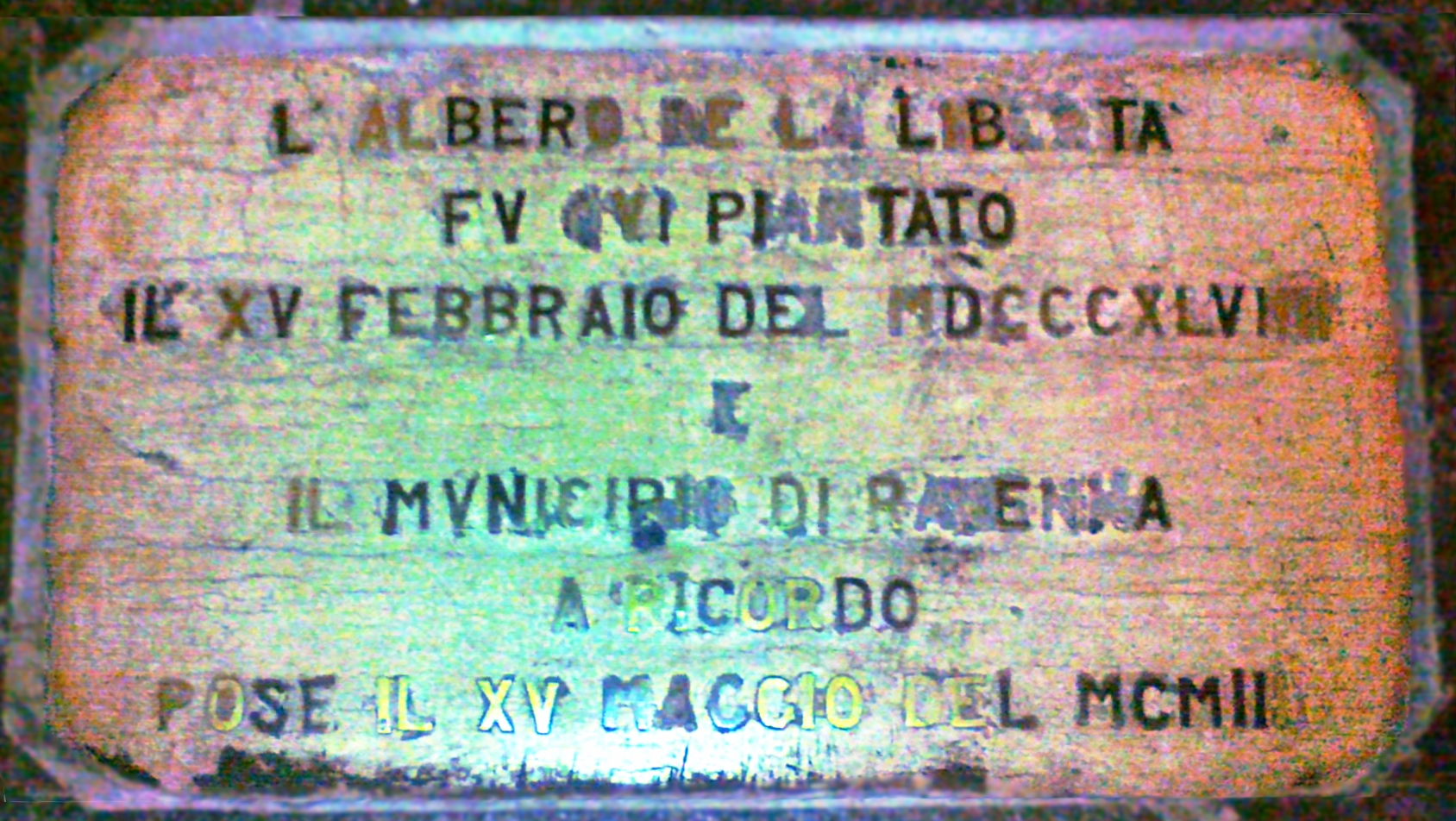
Placca sul pavimento di Piazza del Popolo a Ravenna che ricorda l'albero della libertà

Conselice 1914: l'albero della libertà, con il cartello "Evviva la rivoluzione sociale".

L'Albero della libertà fu un simbolo della Rivoluzione francese.

## Storia
Durante la Rivoluzione francese i repubblicani piantarono il primo albero della libertà nel 1790, a Parigi.
Gli alberi della libertà vennero successivamente piantati in ogni municipio di Francia e anche in Svizzera e in Italia. Generalmente gli alberi della libertà erano piantati nella piazza principale della città. Molti di questi alberi furono sradicati una volta passato il periodo rivoluzionario. Tuttavia, alcuni sono ancora presenti.
Un decreto della Convenzione del 1792 ne regolava l'uso e l'addobbo: non doveva necessariamente essere una vera e propria pianta vegetale, bensì poteva consistere anche soltanto di una semplice asta o palo di legno pavesato con nastri tricolori (azzurro, bianco, rosso in quello francese; verde, bianco, rosso in quello italiano) ed incoronato col berretto frigio rosso e adorno di bandiere. Veniva usato per cerimonie civili: giuramento dei magistrati, falò di diplomi nobiliari e anche per festeggiamenti rivoluzionari come la danza della Carmagnola.
L'albero della libertà rimase un simbolo della ideologia liberale repubblicana, e come tale venne talvolta impiantato anche negli anni successivi, in occasione di eventi repubblicani. Per esempio a Ravenna il 15 febbraio 1849, in piazza del Popolo, per festeggiare la nascita della Repubblica romana, avvenuta pochi giorni prima, venne impiantato un nuovo albero della libertà nel medesimo posto di quello eretto nel 1797 durante il periodo napoleonico.
Sempre lo stesso giorno un albero della libertà venne piantato ad Alfonsine, e fino al ritorno del potere papalino e conseguente suo abbattimento divenne sede di un rituale di matrimonio civile: i due sposi, girando attorno all'albero pronunciavano le seguenti frasi: Sotto quest'Albero / Di verdi foglie, O cari amici, / Questa è mia moglie. […] Sotto a quest'Albero / Bello e fiorito,  Questi, il vedete, / È mio marito.

### In Italia durante la settimana rossa
A Conselice, nella bassa romagnola nel giugno 1914, nel corso della settimana rossa  venne piantato un acero del Canada come albero della libertà, con la scritta "Evviva la Rivoluzione sociale", altri alberi furono piantati a Sant'Agata sul Santerno e a Massa Lombarda, con le bandiere nere anarchiche e il berretto frigio della Rivoluzione francese. Il più celebre è senz'altro l'albero piantato l'11 giugno a Fusignano, la cui foto fece il giro di tutte le testate nazionali, diventando il simbolo dell'insurrezione romagnola.

### L'episodio di Lauria
Spesso l'albero della libertà era al centro di disordini e di diatribe tra rivoluzionari liberali e conservatori, che vollero abbatterlo non appena cessò il periodo rivoluzionario. A Lauria il beato Domenico Lentini seppe placare gli animi delle fazioni con la proposta di erigere al posto dell'albero della libertà la croce che definì "albero del riscatto e della salute". Le sue parole convinsero gli spiriti repubblicani a rinunciare all'albero della libertà.

### L'olmo di Montepaone
A Montepaone, nella piazza antistante la chiesa, sopravvive uno degli alberi della libertà piantati nel 1799, a simboleggiare la fine del regno borbonico, si tratta di un olmo, ora inserito nella banca dati degli olmi monumentali europei. Di questa pianta, ad opera del CNR viene crio-conservato il germoplasma in modo da poter clonare la pianta nel caso di una sua morte. Verso la pianta si affacciano le finestre della casa di Gregorio Mattei e Luigi Rossi, patrioti entrambi, giustiziati al ripristino del potere borbonico.

### L'Albero della libertà in Italia nel “triennio giacobino” 1796-99
L'albero della libertà è stato anche in Italia il simbolo e la manifestazione dell'esultanza popolare per la caduta dei regimi assolutistici negli ultimi anni del Settecento.
Il primo venne eretto a Oneglia, feudo dei Savoia, occupata dalle truppe francesi nel 1794, dove venne fondata la prima repubblica in Italia per opera di un rivoluzionario italiano divenuto celebre per la sua partecipazione alla Rivoluzione Francese, Filippo Buonarroti. In questa cittadina ligure si radunarono patrioti ed esuli di ogni regione italiana, dando vita a un governo provvisorio con il programma di creare scuole e centri di diffusione del pensiero rivoluzionario e per preparare delle insurrezioni in tutta l'Italia.
Dopo la fulminea vittoria di Napoleone Bonaparte contro gli eserciti austriaco e piemontese, gli esuli piemontesi arrivati al seguito dell'Armata d'Italia, il 24 aprile del 1796, innalzarono ad Alba l'albero della libertà e governarono liberi per tre giorni nel Consiglio Municipale. Poi arrivarono il rivoluzionario vercellese, abate Giovanni Ranza, e l'albese Ignazio Bonafous che, insieme ad altri e con l'appoggio del generale francese Augerau, il 28 aprile proclamarono la Repubblica indipendente di Alba. Questa ebbe vita breve, perché dopo l'armistizio di Cherasco l'esercito piemontese rioccupò la cittadina e i rivoluzionari dovettero di nuovo fuggire. Nel seguito di quell'anno Napoleone Bonaparte proseguì l'avanzata, occupò Milano e invase l'Italia settentrionale, sconfiggendo più volte l'esercito austriaco. Poi estese l'occupazione all'Italia centrale, costrinse il papa a una pace umiliante, e distrusse le armate austriache che scendevano in successione dalle Alpi per fermarlo. In quei mesi tale violenta spallata liberò le energie rivoluzionarie che covavano nella penisola italiana ed erano represse dai governi dell'Ancien Régime.
Il panorama politico della penisola venne rivoluzionato, sulle piazze di molti municipi italiani fu innalzato l'albero della libertà. A Reggio Emilia un'insurrezione popolare creò la spinta da cui ebbe vita la Repubblica Cispadana che comprendeva anche le città di Bologna, Ferrara e Mantova e dove per la prima volta sventolava la bandiera tricolore, allora un simbolo rivoluzionario.
Una dopo l'altra seguirono a Milano la Repubblica Cisalpina, che poi assorbì la Cispadana, la Repubblica Ligure, la Repubblica romana e la Repubblica napoletana. Anche nel Piemonte e nella Toscana le dinastie regnanti dovettero fuggire e queste regioni entrarono a far parte dell'Italia dove la presenza francese aveva favorito la nascita di governi e municipalità autonome.
Il “triennio giacobino” durò poco e finì drammaticamente perché nel 1799 l'offensiva delle potenze coalizzate contro la Francia provocò la caduta dei governi democratici e lo sterminio o la fuga dei suoi protagonisti. Si chiudeva così quella esperienza rivoluzionaria italiana e anche la successiva vittoria di Bonaparte a Marengo il 14 giugno 1800 non ne consentì più la rinascita, inglobando invece, nel corso degli anni quasi tutta l'Italia all'interno dell'Impero napoleonico.

### Testimonianze iconografiche
In questi anni si realizzano progetti festivi nelle piazze, espressione di politica autocelebrativa dei nuovi governi repubblicani e tentativo di coinvolgere le popolazioni. Nella realizzazione degli apparati domina il gusto neoclassico. La testimonianza iconografica degli alberi della libertà - disegni, incisioni, acquarelli - documenta un'arte ideologicamente orientata e al servizio della politica. I disegni sono spesso anonimi, come quello dell'albero eretto in piazza Grande a Reggio Emilia, quello eretto a Padova nel Prato della Valle, quello eretto a Imola, quello di piazza del Campidoglio. Incisioni d'epoca testimoniano l'erezione dell'albero, come quello di Venezia. Mauro Guidi ha lasciato un disegno, inchiostro a penna, dell'albero della libertà di Cesena. L'albero innalzato in Piazza San Marco, a Venezia, è diventato anche il soggetto di un olio, di autore anonimo, oggi conservato al Museo Correr.

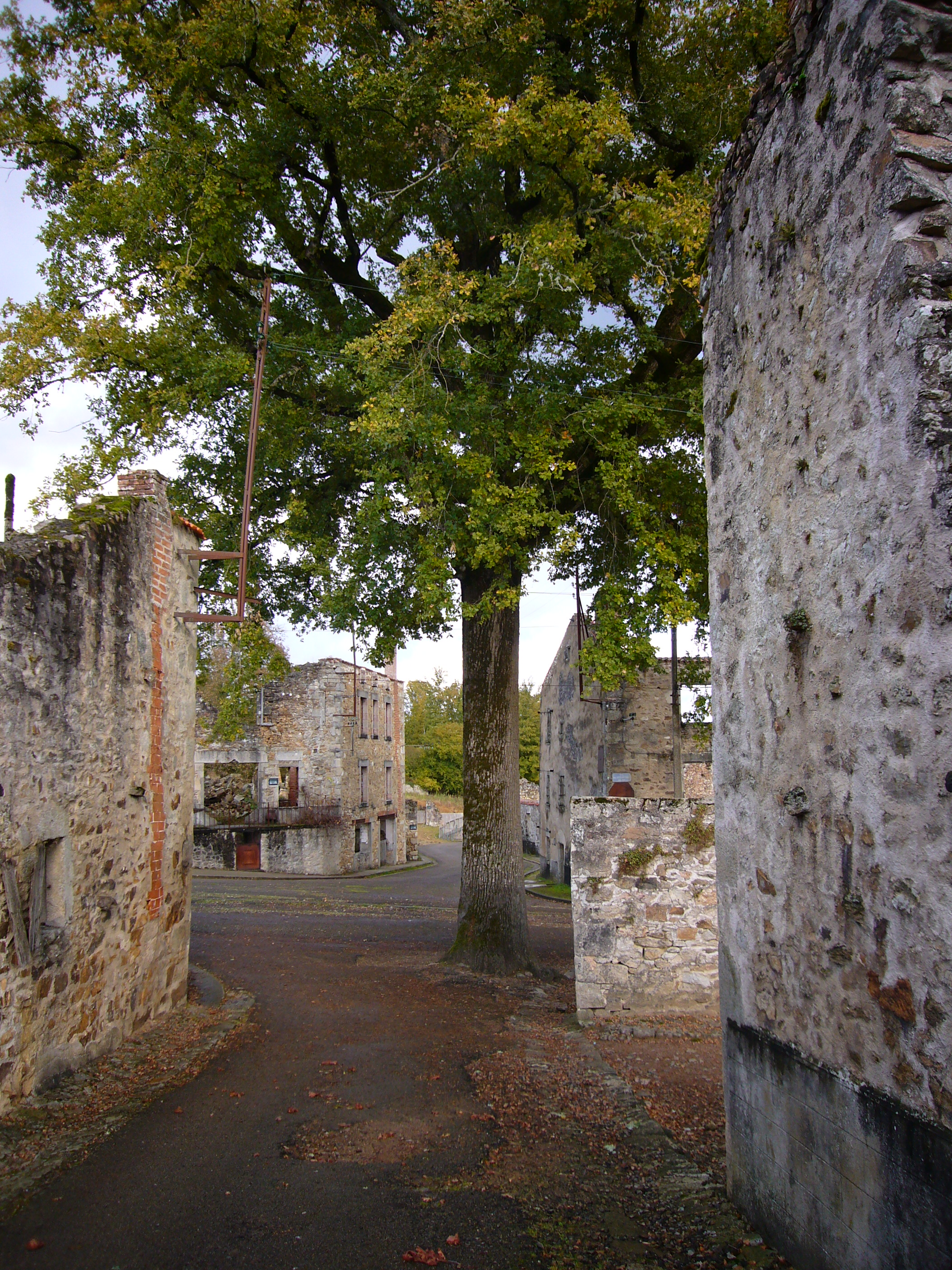
L'albero della Libertà di Oradour-sur-Glane, sopravvissuto all'incendio del paese nel 1944, ad opera dei nazisti